# Tiro ai Giochi della XXXII Olimpiade - Carabina 50 metri 3 posizioni maschile
La gara di carabina 10 metri aria compressa maschile dei Giochi della XXXII Olimpiade si è svolta il 2 agosto 2021. Hanno partecipato 39 atleti di 27 nazioni.
Il vincitore della gara è stato il cinese Zhang Changhong.

## Record
Prima della competizione, i record olimpici e mondiali erano i seguenti:
| Qualificazione  | Qualificazione    | Qualificazione | Qualificazione              | Qualificazione |
| --------------- | ----------------- | -------------- | --------------------------- | -------------- |
| Record mondiale | Jan Lochbihler    | 1188           | Rio de Janeiro, Brasile     | 28 agosto 2019 |
| Record olimpico | Sergej Kamenskij  | 1184           | Rio de Janeiro, Brasile     | 14 agosto 2016 |
| Finale          |                   |                |                             |                |
| Record mondiale | Yang Haoran       | 465,3          | Monaco di Baviera, Germania | 30 agosto 2019 |
| Record olimpico | Niccolò Campriani | 458,8          | Rio de Janeiro, Brasile     | 14 agosto 2016 |

## Programma
| Data          | Ora (JPN/UTC+9) | Turno          |
| ------------- | --------------- | -------------- |
| 2 agosto 2021 | 11:30           | Qualificazioni |
| 2 agosto 2021 | 16:50           | Finale         |

## Turno di qualificazione
| Pos. | Atleta                      | Nazione       | Sdraiato | In piedi | In ginocchio | Totale   | Note |
| ---- | --------------------------- | ------------- | -------- | -------- | ------------ | -------- | ---- |
| 1    | Sergej Kamenskij            | ROC           | 394      | 398      | 391          | 1183-78x | Q    |
| 2    | Zhang Changhong             | Cina          | 392      | 398      | 393          | 1183-67x | Q    |
| 3    | Jon-Hermann Hegg            | Norvegia      | 395      | 397      | 389          | 1181-64x | Q    |
| 4    | Milenko Sebić               | Serbia        | 394      | 399      | 387          | 1180-64x | Q    |
| 5    | Miran Maričić               | Croazia       | 393      | 397      | 388          | 1178-66x | Q    |
| 6    | Serhij Kuliš                | Ucraina       | 393      | 398      | 387          | 1178-60x | Q    |
| 7    | Petar Gorša                 | Croazia       | 392      | 397      | 387          | 1176-70x | Q    |
| 8    | Yury Shcherbatsevich        | Bielorussia   | 392      | 398      | 386          | 1176-55x | Q    |
| 9    | Henrik Larsen               | Norvegia      | 398      | 400      | 377          | 1175-70x |      |
| 10   | István Péni                 | Ungheria      | 391      | 397      | 385          | 1173-64x |      |
| 11   | Zhao Zhonghao               | Cina          | 392      | 397      | 384          | 1173-64x |      |
| 12   | Patrick Sunderman           | Stati Uniti   | 393      | 398      | 381          | 1172-63x |      |
| 13   | Patrik Jány                 | Slovacchia    | 390      | 391      | 391          | 1172-61x |      |
| 14   | Yuriy Yurkov                | Kazakistan    | 390      | 395      | 387          | 1172-60x |      |
| 15   | Tomasz Bartnik              | Polonia       | 394      | 394      | 383          | 1171-56x |      |
| 16   | Jiří Přívratský             | Rep. Ceca     | 385      | 396      | 388          | 1169-68x |      |
| 17   | Petr Nymburský              | Rep. Ceca     | 385      | 399      | 385          | 1169-62x |      |
| 18   | Zalán Pekler                | Ungheria      | 393      | 395      | 381          | 1169-56x |      |
| 19   | Marco De Nicolo             | Italia        | 396      | 393      | 379          | 1168-60x |      |
| 20   | Mahyar Sedaghat             | Iran          | 388      | 392      | 388          | 1168-56x |      |
| 21   | Aishwary Pratap Singh Tomar | India         | 397      | 391      | 379          | 1167-63x |      |
| 22   | Oleh Tsarkov                | Ucraina       | 388      | 396      | 382          | 1166-51x |      |
| 23   | Milutin Stefanović          | Serbia        | 387      | 391      | 386          | 1164-57x |      |
| 24   | Kim Sang-do                 | Corea del Sud | 384      | 390      | 390          | 1164-53x |      |
| 25   | Karolis Girulis             | Lituania      | 385      | 393      | 385          | 1163-50x |      |
| 26   | Nick Mowrer                 | Stati Uniti   | 391      | 397      | 374          | 1162-63x |      |
| 27   | Dane Sampson                | Australia     | 383      | 397      | 382          | 1162-45x |      |
| 28   | Steffen Olsen               | Danimarca     | 388      | 391      | 381          | 1160-53x |      |
| 29   | Jack Rossiter               | Australia     | 382      | 392      | 386          | 1160-40x |      |
| 30   | Lorenzo Bacci               | Italia        | 384      | 392      | 383          | 1159-49x |      |
| 31   | Naoya Okada                 | Giappone      | 388      | 390      | 380          | 1158-44x |      |
| 32   | Sanjeev Rajput              | India         | 387      | 393      | 377          | 1157-55x |      |
| 33   | José Luis Sánchez           | Messico       | 387      | 391      | 376          | 1154-48x |      |
| 34   | Alexis Eberhardt            | Argentina     | 382      | 391      | 379          | 1152-50x |      |
| 35   | Hamed Al-Khatri             | Oman          | 382      | 392      | 374          | 1148-42x |      |
| 36   | Ömer Akgün                  | Turchia       | 373      | 390      | 384          | 1147-40x |      |
| 37   | Takayuki Matsumoto          | Giappone      | 373      | 391      | 381          | 1145-42x |      |
| 38   | Osama El-Saeid              | Egitto        | 367      | 392      | 380          | 1139-37x |      |
| 39   | Julio Iemma                 | Venezuela     | 376      | 388      | 368          | 1132-41x |      |

### Finale
| Pos. | Atleta               | Serie    | Serie    | Serie    | Serie    | Serie    | Serie    | Serie        | Serie        | Serie        | Serie        | Serie        | Serie        | Serie        | Totale | Note                              |
| Pos. | Atleta               | Sdraiato | Sdraiato | Sdraiato | In piedi | In piedi | In piedi | In ginocchio | In ginocchio | In ginocchio | In ginocchio | In ginocchio | In ginocchio | In ginocchio | Totale | Note                              |
| Pos. | Atleta               | 1        | 2        | 3        | 4        | 5        | 6        | 7            | 8            | 9            | 10           | 11           | 12           | 13           | Totale | Note                              |
| ---- | -------------------- | -------- | -------- | -------- | -------- | -------- | -------- | ------------ | ------------ | ------------ | ------------ | ------------ | ------------ | ------------ | ------ | --------------------------------- |
|      | Zhang Changhong      | 52.5     | 51.0     | 52.1     | 52.7     | 51.7     | 52.6     | 49.6         | 51.4         | 10.3         | 10.6         | 10.9         | 10.3         | 10.3         | 466.0  | Record mondiale · Record olimpico |
| 52.5 | Zhang Changhong      | 103.5    | 155.6    | 208.3    | 260.0    | 312.6    | 362.2    | 413.6        | 423.9        | 434.5        | 445.4        | 455.7        | 466.0        |              | 466.0  | Record mondiale · Record olimpico |
|      | Sergej Kamenskij     | 49.2     | 51.8     | 53.0     | 52.6     | 53.0     | 52.2     | 51.3         | 49.8         | 10.3         | 10.3         | 10.1         | 10.5         | 10.1         | 464.2  |                                   |
| 49.2 | Sergej Kamenskij     | 101.0    | 154.0    | 206.6    | 259.6    | 311.8    | 363.1    | 412.9        | 423.2        | 433.5        | 443.6        | 454.1        | 464.2        |              | 464.2  |                                   |
|      | Milenko Sebić        | 51.9     | 50.9     | 50.3     | 51.6     | 52.5     | 51.7     | 50.1         | 49.7         | 10.5         | 9.5          | 10.0         | 9.5          |              | 448.2  |                                   |
| 51.9 | Milenko Sebić        | 102.8    | 153.1    | 204.7    | 257.2    | 308.9    | 359.0    | 408.7        | 419.2        | 428.7        | 438.7        | 448.2        |              |              | 448.2  |                                   |
| 4    | Jon-Hermann Hegg     | 50.5     | 51.6     | 51.0     | 51.4     | 53.1     | 51.7     | 50.0         | 49.1         | 9.5          | 10.1         | 10.0         |              |              | 438.0  |                                   |
| 4    | Jon-Hermann Hegg     | 50.5     | 102.1    | 153.1    | 204.5    | 257.6    | 309.3    | 359.3        | 408.4        | 417.9        | 428.0        | 438.0        |              |              | 438.0  |                                   |
| 5    | Petar Gorša          | 49.3     | 51.4     | 50.4     | 51.8     | 51.5     | 52.0     | 49.8         | 51.0         | 10.2         | 9.8          |              |              |              | 427.2  |                                   |
| 5    | Petar Gorša          | 49.3     | 100.7    | 151.1    | 202.9    | 254.4    | 306.4    | 356.2        | 407.2        | 417.4        | 427.2        |              |              |              | 427.2  |                                   |
| 6    | Miran Maričić        | 50.0     | 50.5     | 49.7     | 51.3     | 50.2     | 51.8     | 50.6         | 52.4         | 9.7          |              |              |              |              | 416.2  |                                   |
| 6    | Miran Maričić        | 50.0     | 100.5    | 150.2    | 201.5    | 251.7    | 303.5    | 354.1        | 406.5        | 416.2        |              |              |              |              | 416.2  |                                   |
| 7    | Yury Shcherbatsevich | 51.6     | 52.3     | 51.6     | 51.6     | 52.3     | 52.1     | 46.8         | 48.0         |              |              |              |              |              | 406.3  |                                   |
| 7    | Yury Shcherbatsevich | 51.6     | 103.9    | 155.5    | 207.1    | 259.4    | 311.5    | 358.3        | 406.3        |              |              |              |              |              | 406.3  |                                   |
| 8    | Serhij Kuliš         | 50.0     | 52.1     | 52.6     | 52.8     | 51.3     | 51.8     | 40.7         | 50.9         |              |              |              |              |              | 402.2  |                                   |
| 8    | Serhij Kuliš         | 50.0     | 102.1    | 154.7    | 207.5    | 258.8    | 310.6    | 351.3        | 402.2        |              |              |              |              |              | 402.2  |                                   |